# Anthea Sylbert
Pour les articles homonymes, voir Sylbert.
Anthea Sylbert, née Anthea Giannakouros le 6 octobre 1939 à New York (État de New York) et morte le 18 juin 2024 à Skiathos en Grèce, est une costumière, productrice (de cinéma et de télévision) et scénariste américaine.

## Biographie

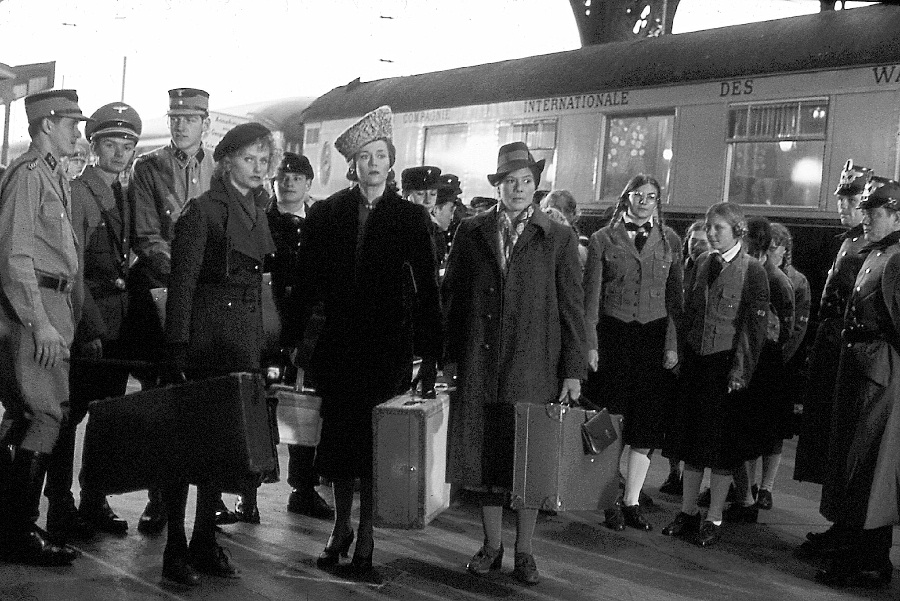
Costumes d'Elisabeth Mortensen, Jane Fonda et Dora Doll (de g. à d.) pour Julia (1977)

Comme costumière, Anthea Sylbert contribue au cinéma à vingt-et-un films américains (ou en coproduction), depuis The Tiger Makes Out d'Arthur Hiller (1967, avec Eli Wallach et Anne Jackson) jusqu'à FIST de Norman Jewison (1978, avec Sylvester Stallone et David Huffman).
Entretemps, citons Rosemary's Baby (1968, avec Mia Farrow et John Cassavetes) et Chinatown (1974, avec Jack Nicholson et Faye Dunaway) de Roman Polanski, Les Cowboys de Mark Rydell (1972, avec John Wayne et Roscoe Lee Browne) et Julia de Fred Zinnemann (1977, avec Jane Fonda et Vanessa Redgrave).
Puis elle est productrice de six autres films américains, le premier sorti en 1984 ; le dernier est Amour et Mensonges de Lasse Hallström (avec Julia Roberts et Gena Rowlands), sorti en 1995.
Pour la télévision américaine, Anthea Sylbert est costumière sur deux téléfilms (1973-1977) et productrice exécutive de quatre autres téléfilms (1995-1999), collaborant aussi aux deux derniers comme scénariste.
Enfin, au théâtre, elle est costumière de deux pièces mises en scène par Mike Nichols et représentées à Broadway (New York), Comédie privée de Neil Simon (1971-1973, avec Peter Falk et Lee Grant), ainsi que The Real Thing de Tom Stoppard (1984-1985, avec Glenn Close et Jeremy Irons). Observons ici qu'elle retrouve Mike Nichols sur trois de ses réalisations, dont La Bonne Fortune (1975, avec Stockard Channing et Jack Nicholson).
Au cours de sa carrière, entre autres distinctions, elle obtient deux nominations à l'Oscar de la meilleure création de costumes (sans en gagner), respectivement pour Chinatown et Julia précités.
Et pour la pièce également précitée The Real Thing, elle obtient une nomination au Tony Award des meilleurs costumes.
Mariée en premières noces au directeur artistique Paul Sylbert (né en 1928), elle reste connue sous ce nom après leur divorce, bien qu'elle épouse en secondes noces en 1985 l'acteur Richard Romanus (né en 1943).
Anthea Sylbert meurt le 18 juin 2024 à Skiathos en Grèce à l'âge de 84 ans.

## Distinctions (sélection)
- Deux nominations à l'Oscar de la meilleure création de costumes :
  - En 1975, pour Chinatown ;
  - Et en 1978, pour Julia.
- Deux nominations au British Academy Film Award des meilleurs costumes :
  - En 1975, pour Chinatown ;
  - Et en 1979, pour Julia.
- 1984 : Nomination au Tony Award des meilleurs costumes, pour The Real Thing.
- 2005 : Costume Designers Guild Award d'honneur, décerné pour l'ensemble de sa carrière.

## Filmographie partielle

### Cinéma

#### Costumière
- 1967 : The Tiger Makes Out d'Arthur Hiller
- 1968 : Rosemary's Baby de Roman Polanski
- 1969 : John et Mary (John and Mary) de Peter Yates
- 1969 : L'Homme tatoué (The Illustrated Man) de Jack Smight
- 1971 : Ce plaisir qu'on dit charnel (Carnal Knowledge) de Mike Nichols
- 1972 : Bad Company de Robert Benton
- 1972 : Le Brise-cœur (The Heartbreak Kid) d'Elaine May
- 1972 : Les Cowboys (The Cowboys) de Mark Rydell
- 1972 : FIST (F•I•S•T) de Norman Jewison
- 1973 : Le Jour du dauphin (The Day of the Dolphin) de Mike Nichols
- 1974 : Chinatown de Roman Polanski
- 1975 : Shampoo d'Hal Ashby
- 1975 : La Bonne Fortune (The Fortune) de Mike Nichols
- 1976 : Le Dernier Nabab (The Last Tycoon) d'Elia Kazan
- 1976 : King Kong de John Guillermin
- 1977 : Julia de Fred Zinnemann

#### Productrice
- 1986 : Femme de choc (Wildcats) de Michael Ritchie
- 1987 : Un couple à la mer (Overboard) de Garry Marshall
- 1990 : Un pourri au paradis (My Blue Heaven) d'Herbert Ross
- 1992 : CrissCross de Chris Menges
- 1995 : Amour et Mensonges (Something to Talk About) de Lasse Hallström

### Télévision
(téléfilms, comme productrice exécutive, sauf mention complémentaire)
- 1995 : Truman de Frank Pierson
- 1997 : Hope de Goldie Hawn
- 1999 : La Mélodie de la vie (If You Believe) d'Alan Metzger (+ scénariste)

## Théâtre à Broadway (intégrale)
(costumière)
- 1971-1973 : Comédie privée (The Prisoner of Second Avenue) de Neil Simon, mise en scène de Mike Nichols, décors de Richard Sylbert[3]
- 1984-1985 : The Real Thing de Tom Stoppard, mise en scène de Mike Nichols